# Chủ tịch Ủy ban nhân dân thành phố Hà Nội
Chủ tịch Ủy ban nhân dân thành phố Hà Nội là người đứng đầu Ủy ban nhân dân thành phố Hà Nội, cơ quan hành chính của thành phố. Chủ tịch Ủy ban nhân dân thành phố là Phó Bí thư Thành ủy và là Ủy viên Trung ương Đảng. Chủ tịch Ủy ban nhân dân thành phố do Hội đồng nhân dân thành phố bầu không quá 2 nhiệm kỳ liên tiếp và được Chủ tịch Hội đồng nhân dân thành phố giới thiệu trong số đại biểu Hội đồng nhân dân thành phố.

## Nhiệm vụ và quyền hạn
Chủ tịch Ủy ban nhân dân thành phố có quyền hạn và nhiệm vụ sau:
1. Lãnh đạo công tác của Ủy ban nhân dân, các thành viên của Ủy ban nhân dân, các cơ quan chuyên môn thuộc Ủy ban nhân dân thành phố:
  - Đôn đốc, kiểm tra công tác của các cơ quan chuyên môn thuộc Ủy ban nhân dân thành phố và Ủy ban nhân dân cấp huyện, xã tương đương trong việc thực hiện Hiến pháp, luật, các văn bản của cơ quan nhà nước cấp trên, nghị quyết của Hội đồng nhân dân và quyết định, chỉ thị của Ủy ban nhân dân thành phố;
  - Quyết định các vấn đề thuộc nhiệm vụ, quyền hạn của Ủy ban nhân dân thành phố;
  - Áp dụng các biện pháp nhằm cải tiến lề lối làm việc; quản lý và điều hành bộ máy hành chính hoạt động có hiệu quả; ngăn ngừa và đấu tranh chống các biểu hiện quan liêu, vô trách nhiệm, hách dịch, cửa quyền, tham nhũng, lãng phí và các biểu hiện tiêu cực khác của cán bộ, công chức và trong bộ máy chính quyền địa phương;
  - Tổ chức việc tiếp dân, xét và giải quyết kiến nghị, khiếu nại, tố cáo của nhân dân theo quy định của pháp luật.
2. Triệu tập và chủ tọa các phiên họp của Ủy ban nhân dân;
3. Phê chuẩn kết quả bầu các thành viên của Ủy ban nhân dân cấp huyện, xã tương đương trực tiếp; điều động, đình chỉ công tác, miễn nhiệm, cách chức Chủ tịch, Phó Chủ tịch Ủy ban nhân dân cấp huyện, xã tương đương; phê chuẩn việc miễn nhiệm, bãi nhiệm các thành viên của Ủy ban nhân dân cấp huyện, xã tương đương trực tiếp; bổ nhiệm, miễn nhiệm, điều động, cách chức, khen thưởng, kỷ luật cán bộ, công chức nhà nước theo sự phân cấp quản lý;
4. Đình chỉ việc thi hành hoặc bãi bỏ những văn bản trái pháp luật của cơ quan chuyên môn thuộc Ủy ban nhân dân thành phố và văn bản trái pháp luật của Ủy ban nhân dân, Chủ tịch Ủy ban nhân dân cấp huyện, xã tương đương trực tiếp;
5. Đình chỉ việc thi hành nghị quyết trái pháp luật của Hội đồng nhân dân cấp huyện, xã tương đương trực tiếp và đề nghị Hội đồng nhân dân thành phố bãi bỏ;
6. Chỉ đạo và áp dụng các biện pháp để giải quyết các công việc đột xuất, khẩn cấp trong phòng, chống thiên tai, cháy, nổ, dịch bệnh, an ninh, trật tự và báo cáo Ủy ban nhân dân trong phiên họp gần nhất;
7. Ra quyết định, chỉ thị để thực hiện nhiệm vụ, quyền hạn của mình.
8. Đề nghị triệu tập kỳ họp bất thường Hội đồng nhân dân Thành phố.
9. Đề nghị cuộc họp kín của Hội đồng nhân dân thành phố.
10. Giữ mối quan hệ làm việc với Thường trực Thành uỷ, Viện Kiểm sát nhân dân, Toà án nhân dân.
11. Trực tiếp phụ trách, chỉ đạo các lĩnh vực công tác: Tổ chức bộ máy, cán bộ và biên chế; nội chính; đối ngoại; xây dựng chính quyền và cải cách hành chính; công tác quy hoạch và quyết định các chủ trương lớn trên các lĩnh vực; làm Chủ tịch Hội đồng thi đua – khen thưởng thành phố.
12. Làm Trưởng các tổ chức phối hợp liên ngành (Ban chỉ đạo, Hội đồng...) của thành phố theo lĩnh vực công tác do Chủ tịch Ủy ban nhân dân thành phố trực tiếp phụ trách, chỉ đạo.

### Phó Chủ tịch
Phó Chủ tịch Ủy ban nhân dân thành phố do Chủ tịch Ủy ban nhân dân thành phố đề cử và do Hội đồng nhân dân thành phố bầu, Thủ tướng chính phủ phê duyệt. Số lượng Phó Chủ tịch do Chính phủ quy định.
Phó Chủ tịch Ủy ban nhân dân thành phố thực hiện nhiệm vụ, quyền hạn do Chủ tịch phân công và phải chịu trách nhiệm trước Chủ tịch Ủy ban nhân dân về việc thực hiện nhiệm vụ, quyền hạn đã được giao; chịu trách nhiệm cá nhân về phần công tác của mình trước Hội đồng nhân dân thành phố, Ủy ban nhân dân thành phố và cùng với các thành viên khác chịu trách nhiệm tập thể về hoạt động của Ủy ban nhân dân trước Hội đồng nhân dân thành phố và trước cơ quan nhà nước cấp trên. Phó Chủ tịch Thường trực Ủy ban nhân dân thành phố có quyền phụ trách UBND thành phố trong trường hợp Chủ tịch UBND đột ngột qua đời hoặc bị bãi nhiệm hay bị đình chỉ công tác cho đến khi bầu Chủ tịch UBND mới.
Thủ tướng Chính phủ có quyền bãi nhiệm, hoặc luân chuyển công tác các Phó chủ tịch Ủy ban nhân dân thành phố theo đề nghị của Chủ tịch.

## Lịch sử
Ngay sau khi cách mạng tháng 8 thành công tại Hà Nội, ngày 20 tháng 8 năm 1945 Ủy ban nhân dân cách mạng lâm thời Hà Nội được thành lập do Nguyễn Huy Khôi (Trần Quang Huy) làm Chủ tịch đã tổ chức lễ ra mắt tại Bắc bộ phủ. Ngày 30 tháng 8 năm 1945 Ủy ban nhân dân thành phố Hà Nội chính thức thành lập. Bác sĩ Trần Duy Hưng được cử làm Chủ tịch. Tháng 10 năm 1947 Ủy ban Kháng chiến và Ủy ban Hành chính Hà Nội hợp nhất thành Ủy ban Kháng chiến – hành chính do Ngô Ngọc Du làm chủ tịch.
Ngày 10 tháng 10 năm 1954 giải phóng thủ đô. Ủy ban quân chính quản lý thành phố do Vương Thừa Vũ làm chủ tịch. Ngày 4 tháng 11 năm 1954 Ủy ban Hành chính thành phố Hà Nội được thành lập do bác sĩ Trần Duy Hưng làm Chủ tịch. Từ năm 1977 Ủy ban Hành chính thành phố Hà Nội đổi tên thành Ủy ban nhân dân thành phố Hà Nội.

## Danh sách Chủ tịch Ủy ban nhân dân thành phố Hà Nội
| STT | Khóa | Nhiệm kỳ                                    | Chủ tịch          | Phó Chủ tịch | Ghi chú |
| --- | ---- | ------------------------------------------- | ----------------- | --- | --- |
| 1   | —    | 20 tháng 8 năm 1945 – 30 tháng 8 năm 1945   | Nguyễn Huy Khôi   | — | |
| 2   | —    | 30 tháng 8 năm 1945 – tháng 10 năm 1947     | Trần Duy Hưng     | — | Thị trưởng Hà Nội |
| 3   | —    | tháng 10 năm 1947 – 10 tháng 10 năm 1954    | Ngô Ngọc Du       | — | |
| 4   | —    | 10 tháng 10 năm 1954 – 4 tháng 11 năm 1954  | Vương Thừa Vũ     | Bác sĩ Trần Duy Hưng | Chủ tịch Ủy ban Quân chính Hà Nội |
| (2) | —    | 4 tháng 11 năm 1954 – 16 tháng 1 năm 1958   | Trần Duy Hưng     | Trần Danh Tuyên | Chủ tịch Ủy ban Hành chính Hà Nội |
| (2) | I    | 16 tháng 1 năm 1958 – 6 tháng 5 năm 1961    | Trần Duy Hưng     | Trần Văn Lai Trần Danh Tuyên | |
| (2) | II   | 6 tháng 5 năm 1961 – 17 tháng 5 năm 1965    | Trần Duy Hưng     | Vũ Đại Nguyễn Mạnh Can Trần Minh Việt (đến tháng 3 năm 1963) Trần Vỹ (từ tháng 3 năm 1963) Trần Duy Dương (từ tháng 7 năm 1963) Nguyễn Tiến Đức (từ tháng 7 năm 1963) | Ủy viên thư ký: Nguyễn Trần Châu |
| (2) | III  | 17 tháng 5 năm 1965 – 17 tháng 5 năm 1968   | Trần Duy Hưng     | Trần Vỹ Trần Duy Dương Nguyễn Thị Thái Bảo Nguyễn Trung Mai Nguyễn Đức Lạc Vũ Định | Ủy viên thư ký: Hoàng Huy Giao |
| (2) | IV   | 17 tháng 5 năm 1968 – 17 tháng 5 năm 1971   | Trần Duy Hưng     | Trần Vỹ Nguyễn Trung Mai Trần Duy Dương Nguyễn Tiến Đức Nguyễn Thị Thái Bảo | Ủy viên thư ký: Hoàng Huy Giao |
| (2) | V    | 17 tháng 5 năm 1971 – 20 tháng 6 năm 1974   | Trần Duy Hưng     | Trần Vỹ Trần Duy Dương Nguyễn Thị Thái Bảo Nguyễn Trung Mai Nguyễn Đức Lạc Vũ Định | Ủy viên thư ký: Hoàng Huy Giao |
| (2) | VI   | 20 tháng 6 năm 1974 – 20 tháng 6 năm 1977   | Trần Duy Hưng     | Trần Vỹ Trần Duy Dương Nguyễn Thị Thái Bảo Hoàng Huy Giao Nguyễn Đình Hiệp Nguyễn Đức Lạc Nguyễn Trung Mai (từ tháng 3 năm 1976) | Ủy viên thư ký: Lê Hoà |
| (2) | VII  | 20 tháng 6 năm 1977 – cuối năm 1977         | Trần Duy Hưng     | Trần Duy Dương Nguyễn Trung Mai Nguyễn Đình Hiệp Ngô Quốc Hạnh Hoàng Huy Giao Nguyễn Đông (từ tháng 12 năm 1978) Nguyễn Văn Định (từ tháng 6 năm 1979) | Ủy viên thư ký: Nguyễn Bắc |
| 5   | VII  | cuối năm 1977 – 20 tháng 6 năm 1981         | Trần Vỹ           | Trần Duy Dương Nguyễn Trung Mai Nguyễn Đình Hiệp Ngô Quốc Hạnh Hoàng Huy Giao Nguyễn Đông (từ tháng 12 năm 1978) Nguyễn Văn Định (từ tháng 6 năm 1979) | Ủy viên thư ký: Nguyễn Bắc |
| 5   | VIII | 20 tháng 6 năm 1981 – 23 tháng 5 năm 1985   | Trần Vỹ           | Trần Tấn Nguyễn Đông Nguyễn Văn Định Phạm Sĩ Liêm Đặng Đức Lộc Nguyễn Đình Hiệp Nghiêm Chưởng Châu Lê Ất Hợi (từ tháng 3 năm 1984) Nguyễn Công Tạn (từ tháng 3 năm 1985) | Ủy viên thư ký: Bùi Xuân Lộc Dương Danh Nhượng |
| 5   | IX   | 23 tháng 5 năm 1985 – tháng 1 năm 1987      | Trần Vỹ           | Trần Tấn (đến tháng 1 năm 1987) Lê Ất Hợi Nguyễn Công Tạn, Phạm Sĩ Liêm Nguyễn Tiến Đức Nghiêm Chưởng Châu Trương Tùng Nguyễn Mại Lê Sinh Tặng | Ủy viên thư ký: Dương Danh Nhượng Nguyễn Công Tường |
| 6   | IX   | tháng 1 năm 1987 – 12 tháng 12 năm 1989     | Trần Tấn          | Trần Tấn (đến tháng 1 năm 1987) Lê Ất Hợi Nguyễn Công Tạn, Phạm Sĩ Liêm Nguyễn Tiến Đức Nghiêm Chưởng Châu Trương Tùng Nguyễn Mại Lê Sinh Tặng | Ủy viên thư ký: Dương Danh Nhượng Nguyễn Công Tường |
| 7   | X    | 12 tháng 12 năm 1989 – 13 tháng 12 năm 1994 | Lê Ất Hợi         | Trần Thị Tâm Đan Đinh Hạnh Nguyễn Ngọc Lê Lê Sinh Tặng Trương Tùng Vũ Mạnh Kha (từ tháng 1 năm 1993) Lương Ngọc Cừ (từ tháng 4 năm 1994) | |
| 8   | XI   | 13 tháng 12 năm 1994 – 13 tháng 12 năm 1999 | Hoàng Văn Nghiên  | Đinh Hạnh Lương Ngọc Cừ Đồng Minh Sơn Nguyễn Triệu Hải Đỗ Hoàng Ân (từ tháng 2 năm 1996) Phan Văn Vượng (từ tháng 10 năm 1996) Lưu Minh Trị (từ tháng 7 năm 1997) | |
| 8   | XII  | 13 tháng 12 năm 1999 – tháng 5 năm 2004     | Hoàng Văn Nghiên  | Phạm Văn Vượng Nguyễn Quốc Triệu Đỗ Hoàng Ân Nguyễn Thế Quang Lê Quý Đôn Vũ Văn Ninh | |
| 9   | XIII | tháng 5 năm 2004 – tháng 8 năm 2007         | Nguyễn Quốc Triệu | Ngô Thị Thanh Hằng Vũ Văn Ninh (đến tháng 7 năm 2006) Đỗ Hoàng Ân (đến tháng 7 năm 2007) Nguyễn Thế Quang (đến tháng 7 năm 2006) Phí Thái Bình (từ tháng 7 năm 2006) Hoàng Mạnh Hiển (từ tháng 7 năm 2006) Nguyễn Văn Khôi (từ tháng 7 năm 2006) Vũ Hồng Khanh (từ tháng 7 năm 2006) Nguyễn Huy Tưởng (từ tháng 8 năm 2008) Đào Văn Bình (từ tháng 8 năm 2008) Trịnh Duy Hùng (từ tháng 8 năm 2008) Nguyễn Thị Bích Ngọc (từ tháng 4 năm 2011) | |
| 10  | XIII | tháng 8 năm 2007 – 20 tháng 6 năm 2011      | Nguyễn Thế Thảo   | Ngô Thị Thanh Hằng Vũ Văn Ninh (đến tháng 7 năm 2006) Đỗ Hoàng Ân (đến tháng 7 năm 2007) Nguyễn Thế Quang (đến tháng 7 năm 2006) Phí Thái Bình (từ tháng 7 năm 2006) Hoàng Mạnh Hiển (từ tháng 7 năm 2006) Nguyễn Văn Khôi (từ tháng 7 năm 2006) Vũ Hồng Khanh (từ tháng 7 năm 2006) Nguyễn Huy Tưởng (từ tháng 8 năm 2008) Đào Văn Bình (từ tháng 8 năm 2008) Trịnh Duy Hùng (từ tháng 8 năm 2008) Nguyễn Thị Bích Ngọc (từ tháng 4 năm 2011) | |
| 10  | XIV  | 20 tháng 6 năm 2011 – 4 tháng 12 năm 2015   | Nguyễn Thế Thảo   | Vũ Hồng Khanh Nguyễn Văn Sửu Trần Xuân Việt Nguyễn Văn Khôi (đến tháng 4 năm 2014) Nguyễn Thị Bích Ngọc (đến tháng 5 năm 2015) Nguyễn Huy Tưởng (đến tháng 4 năm 2014) Lê Hồng Sơn (từ tháng 4 năm 2014) Nguyễn Quốc Hùng (từ tháng 4 năm 2014) Nguyễn Ngọc Tuấn (từ tháng 4 năm 2014) | |
| 11  | XIV  | 4 tháng 12 năm 2015 – 11 tháng 8 năm 2020   | Nguyễn Đức Chung  | Vũ Hồng Khanh Nguyễn Văn Sửu Trần Xuân Việt Nguyễn Văn Khôi (đến tháng 4 năm 2014) Nguyễn Thị Bích Ngọc (đến tháng 5 năm 2015) Nguyễn Huy Tưởng (đến tháng 4 năm 2014) Lê Hồng Sơn (từ tháng 4 năm 2014) Nguyễn Quốc Hùng (từ tháng 4 năm 2014) Nguyễn Ngọc Tuấn (từ tháng 4 năm 2014) | |
| 11  | XV   | 14 tháng 6 năm 2016 – 11 tháng 8 năm 2020   | Nguyễn Đức Chung  | Lê Hồng Sơn Nguyễn Văn Sửu (đến tháng 12 năm 2020) Nguyễn Quốc Hùng (đến tháng 12 năm 2020) Nguyễn Thế Hùng (đến tháng 12 năm 2020) Ngô Văn Quý (đến tháng 12 năm 2020) Nguyễn Doãn Toản (đến tháng 12 năm 2020) Nguyễn Trọng Đông (từ tháng 12 năm 2020) Hà Minh Hải (từ tháng 12 năm 2020) Dương Đức Tuấn (từ tháng 12 năm 2020) Nguyễn Mạnh Quyền (từ tháng 12 năm 2020) Chử Xuân Dũng (từ tháng 12 năm 2020)                               | Nguyễn Đức Chung bị tạm đình chỉ công tác từ ngày 11 tháng 8 năm 2020, giao đồng chí Nguyễn Văn Sửu, Phó chủ tịch Thường trực phụ trách UBND thành phố đến khi bầu tân Chủ tịch UBND thành phố.           |
| —   | XV   | 11 tháng 8 năm 2020 – 25 tháng 9 năm 2020   | Nguyễn Văn Sửu    | Lê Hồng Sơn Nguyễn Văn Sửu (đến tháng 12 năm 2020) Nguyễn Quốc Hùng (đến tháng 12 năm 2020) Nguyễn Thế Hùng (đến tháng 12 năm 2020) Ngô Văn Quý (đến tháng 12 năm 2020) Nguyễn Doãn Toản (đến tháng 12 năm 2020) Nguyễn Trọng Đông (từ tháng 12 năm 2020) Hà Minh Hải (từ tháng 12 năm 2020) Dương Đức Tuấn (từ tháng 12 năm 2020) Nguyễn Mạnh Quyền (từ tháng 12 năm 2020) Chử Xuân Dũng (từ tháng 12 năm 2020)                               | Nguyễn Đức Chung bị tạm đình chỉ công tác từ ngày 11 tháng 8 năm 2020, giao đồng chí Nguyễn Văn Sửu, Phó chủ tịch Thường trực phụ trách UBND thành phố đến khi bầu tân Chủ tịch UBND thành phố.           |
| 12  | XV   | 25 tháng 9 năm 2020 – 23 tháng 6 năm 2021   | Chu Ngọc Anh      | Lê Hồng Sơn Nguyễn Văn Sửu (đến tháng 12 năm 2020) Nguyễn Quốc Hùng (đến tháng 12 năm 2020) Nguyễn Thế Hùng (đến tháng 12 năm 2020) Ngô Văn Quý (đến tháng 12 năm 2020) Nguyễn Doãn Toản (đến tháng 12 năm 2020) Nguyễn Trọng Đông (từ tháng 12 năm 2020) Hà Minh Hải (từ tháng 12 năm 2020) Dương Đức Tuấn (từ tháng 12 năm 2020) Nguyễn Mạnh Quyền (từ tháng 12 năm 2020) Chử Xuân Dũng (từ tháng 12 năm 2020)                               | Nguyễn Đức Chung bị tạm đình chỉ công tác từ ngày 11 tháng 8 năm 2020, giao đồng chí Nguyễn Văn Sửu, Phó chủ tịch Thường trực phụ trách UBND thành phố đến khi bầu tân Chủ tịch UBND thành phố.           |
| 12  | XVI  | 23 tháng 6 năm 2021 – 7 tháng 6 năm 2022    | Chu Ngọc Anh      | Lê Hồng Sơn Nguyễn Trọng Đông Dương Đức Tuấn Hà Minh Hải Nguyễn Mạnh Quyền Chử Xuân Dũng (đến tháng 12 năm 2022) | Chu Ngọc Anh bị khai trừ ra khỏi Đảng Cộng sản Việt Nam từ ngày 6 tháng 6 năm 2022, giao đồng chí Lê Hồng Sơn, Phó chủ tịch Thường trực phụ trách UBND thành phố đến khi bầu tân Chủ tịch UBND thành phố. |
| —   | XVI  | 7 tháng 6 năm 2022 – 22 tháng 7 năm 2022    | Lê Hồng Sơn       | Lê Hồng Sơn Nguyễn Trọng Đông Dương Đức Tuấn Hà Minh Hải Nguyễn Mạnh Quyền Chử Xuân Dũng (đến tháng 12 năm 2022) | Chu Ngọc Anh bị khai trừ ra khỏi Đảng Cộng sản Việt Nam từ ngày 6 tháng 6 năm 2022, giao đồng chí Lê Hồng Sơn, Phó chủ tịch Thường trực phụ trách UBND thành phố đến khi bầu tân Chủ tịch UBND thành phố. |
| 13  | XVI  | 22 tháng 7 năm 2022 – nay                   | Trần Sỹ Thanh     | Lê Hồng Sơn Nguyễn Trọng Đông Dương Đức Tuấn Hà Minh Hải Nguyễn Mạnh Quyền Chử Xuân Dũng (đến tháng 12 năm 2022) | Chu Ngọc Anh bị khai trừ ra khỏi Đảng Cộng sản Việt Nam từ ngày 6 tháng 6 năm 2022, giao đồng chí Lê Hồng Sơn, Phó chủ tịch Thường trực phụ trách UBND thành phố đến khi bầu tân Chủ tịch UBND thành phố. |